# Emailul Mediaș
Emailul Mediaș este o companie producătoare de vase emailate de uz casnic din România.
Acționarii companiei sunt SIF Transilvania (SIF3) cu 28,92% din titluri, și Asociația Salariaților cu 62,21%.
Compania are o istorie de peste 60 de ani.
Titlurile firmei din Mediaș sunt tranzacționate pe piața Rasdaq.
Număr de angajați în 2008: 1.200
Cifra de afaceri:
- 2008: 23 milioane euro[1]
- 2006: 76 milioane lei[4]
- 2005: 73,9 milioane lei[4]